# Alcalá la Real
Alcalá la Real ist eine spanische Stadt in der Provinz Jaén mit 21.581 Einwohnern (Stand: 2024), 71 km von Jaén und 53 km von Granada entfernt. Die Stadt ist für die Oliven- und Kirschenproduktion bekannt.

## Geschichte
Alcalá la Real liegt möglicherweise an der Stelle des zur Römerzeit Sucaelo genannten Ortes. Er war schon seit der Steinzeit besiedelt. 713 wurde er von den Mauren erobert. Zuletzt trug er den Namen Qal'at Banī Sa'īd (Festung des Stammes Sa'īd), wovon sich der heutige Name ableitet.
Im 13. und 14. Jahrhundert wurde die heute noch existierende Festung erbaut. 1341 wurde der Ort unter Alfons XI. von Kastilien zurückerobert. Im gleichen Jahr wurde das Kloster gegründet. 1432 wurde Alcalá zur Stadt erhoben.

## Persönlichkeiten
- Juan Martínez Montañés (1568–1649), Bildhauer
- Antonio Ceballos Atienza (1935–2022), römisch-katholischer Geistlicher und Bischof von Cádiz y Ceuta
- Amparo Sánchez (* 1969), Sängerin

## Städtepartnerschaften
- Figueres,  Spanien.
- Lohfelden,  Deutschland.